# Julio Tahier
Julio Tahier (* 12. Oktober 1906; † 27. August 2004) war ein argentinischer Arzt, Theaterregisseur und Autor.
Tahier war ein angesehener Kinderarzt mit eigenen Praxen am Instituto Jenner, dem Hospital Fernández und dem Hospital Ramos Mejía. Weiterhin war er Aktiv in der Liga Argentina contra la Tuberculosis und arbeitete bis 1976 Hospital Británico. Für seine Arbeit auf dem Gebiet der Tuberkulose bei Kindern erhielt er 1939 den Premio Centeno.
Er nahm 1962 Schauspielunterricht am Teatro Nuevo unter Leitung von Alejandra Boero, Pedro Asquini und Conrado Ramonet und führte als Mitglied der Gruppe Yenesi Stücke von Eugène Ionesco, Fernando Arrabal, Michel de Ghelderode und Eduardo Pavlovski auf.
Mit Patricio Esteve brachte er 1972 La gran histeria nacional auf die Bühne, eine der erfolgreichsten musikalischen Komödien der 1970er Jahre in Argentinien. 1979 entstand sein bedeutendstes Werk Gotán, ein Werk für Musiktheater mit einem Libretto nach Tangogedichten, das mehrere Jahre am Teatro de la Fábula lief. Dieses Genre erhielt den Namen ópera rantifus, und Tahier wurde mit dem Premio Molière ausgezeichnet.
Im gleichen Stil verfasste er Tangos y mangos (1985), Cantame un tango, Romeo (1984) und Garibaldi Pum (1987), letzteres gemeinsam mit Esteve. Als Regisseur führte er zeitgenössische argentinische Stücke wie La espera trágica, Color de ciruela, Circus loquio, El camello sin anteojos, Tercero incluido, Faburlando en Buenos Aires und ¿Probamos otra vez? auf. Hierfür erhielt er 1970 den Premio Talía. 1981 wurde er für Gotán mit dem Premio Estrella de Mar ausgezeichnet.